# Balade in štroncade
Balade in štroncade je drugi studijski album slovenskega kantavtorja Iztoka Mlakarja, ki je izšel leta 1994 pri založbi ZKP RTV Slovenija.

## Seznam pesmi
Vse pesmi in vsa besedila je napisal Iztok Mlakar.
1. »Od Franca Frančeškina god« – 6:31
2. »Soča« – 4:55
3. »Full cool« – 2:31
4. »Božična« – 4:52
5. »Politik Gvido« – 3:24
6. »Valentin« – 2:43
7. »Počasno življenje« – 4:34
8. »Brika (ki b' rad)« – 4:15
9. »Betula« – 3:30

## Sodelujoči
- Iztok Mlakar — vokal
- David Šuligoj — vsi inštrumenti, priredbe